# Excesso de emissão infravermelha
O excesso de emissão de infravermelho é uma medição de uma fonte astronômica, tipicamente uma estrela, que em sua distribuição espectral de energia possui uma medida de fluxo infravermelho maior do que a esperada quando se assume que a estrela é um corpo negro irradiador. Os excessos de infravermelho são frequentemente resultado da poeira circunstelar e são comuns em objetos estelares jovens e estrelas evoluídas no ramo gigante assimptótico ou mais velhas.
O monitoramento de emissão em excesso de infravermelho por sistemas estelares é um possível método para viabilizar projetos de engenharia de busca em larga escala de hipotética civilização extraterrestre, como, por exemplo, a esfera de Dyson ou o enxame de Dyson.